# Boris Bunejev
Boris Bunejev (russisk: Борис Алексеевич Бунеев) (født 11. august 1921 i Moskva i det Russiske Kejserrige, død 29. august 2015 i Kamenka i Rusland) var en sovjetisk filminstruktør og manuskriptforfatter.

## Filmografi
- Put slavy (Путь славы, 1948)[1]
- Mystisk fund (Таинственная находка, 1953)[2]
- Za vlast Sovetov (За власть Советов, 1956)
- Derevnja Utka (Деревня Утка, 1976)